# Трутново (Вармінсько-Мазурське воєводство)
Трутново (пол. Trutnowo, нім. Trautenau) — село в Польщі, у гміні Бартошиці Бартошицького повіту Вармінсько-Мазурського воєводства. Населення — 100 осіб (2011).

## Демографія
Демографічна структура станом на 31 березня 2011 року:
|          | Загалом | Допрацездатний вік | Працездатний вік | Постпрацездатний вік |
| -------- | ------- | ------------------ | ---------------- | -------------------- |
| Чоловіки | 49      | 6                  | 36               | 7                    |
| Жінки    | 51      | 10                 | 32               | 9                    |
| Разом    | 100     | 16                 | 68               | 16                   |